# Маркевич, Остап Миронович
Остап Миронович Маркевич (укр. Остап Миронович Маркевич; род. 4 апреля 1978, Львов) — украинский футбольный тренер.

## Карьера игрока
Родился 4 апреля 1978 года в семье украинского футбольного тренера Мирона Маркевича. Дед — Богдан Маркевич, также являлся футбольным тренером. Брат, Юрий, стал бизнесменом, при этом некоторое время работая в селекционном отделе днепровского «Днепра».
С шестилетнего возраста Остап ездил на матчи сначала луцкой «Волыни», а впоследствии и львовских «Карпат», которые тренировал Мирон Богданович. Пытался начать профессиональную футбольную карьеру. В футболке «Карпат-2» дебютировал 1 апреля 1998 года в проигранном (0:2) выездном поединке 18-го тура группы А Второй лиги Украины против хмельницкого «Подолья». Маркевич вышел на поле на 72-й минуте, заменив Юрия Войтовича. Этот поединок оказался единственным для него на профессиональном уровне, поскольку из-за проблем со здоровьем он решил не продолжать футбольную карьеру.

## Тренерская карьера
По завершении карьеры игрока на время ушёл из футбола. Работал на региональной таможне. Затем тренировал детей в футбольной школе Мирона Маркевича в Винниках и помогал отцу во время его работы в «Днепре». Позже, он уехал в Испанию, где решил стать футбольным тренером. Работал в «Вильярреале C», который выступал в Терсере (четвёртом дивизионе испанского футбола). В конце июня 2016 года Маркевича назначили главным тренером юношеского состава «Вильярреала» (до 19 лет). Его агентом на тот момент являлся Олег Смалийчук. На посту тренера Маркевич привёл команду к серебряным медалям юношеского чемпионата Испании. Тренировал юношескую команду «Вильярреала» до 2019 года.
В середине июня 2019 года его назначили главным тренером волочиского «Агробизнеса». В то же время Андрей Донец, который до этого возглавлял команду, был переведён на административную должность в клубе. Под руководством Маркевича команда удачно стартовала, возглавляла турнирную таблицу, однако затем в течение четырёх матчей Первой лиги Украины потерпела три поражения и вылетела из Кубка Украины. 6 октября 2019 года Остап Маркевич и «Агробизнес» договорились о расторжении контракта по соглашению сторон. По словам самого Маркевича он сам написал заявление об уходе, поскольку руководство клуба вмешивалось в его работу.
14 октября 2019 года одесский «Черноморец» из Первой лиги Украины назначил Остапа Маркевича на пост главного тренера. В конце апреля 2020 года он оставил тренерский пост из-за финансовых проблем клуба.
3 августа 2020 года подписал годичный контракт с «Мариуполем». В сентябре 2020 года получил PRO-диплом УЕФА.

## Статистика в качестве главного тренера
| Клуб       | Начало работы   | Окончание работы | Результаты | Результаты | Результаты | Результаты | Результаты |
| Клуб       | Начало работы   | Окончание работы | И          | В          | Н          | П          | В %        |
| ---------- | --------------- | ---------------- | ---------- | ---------- | ---------- | ---------- | ---------- |
| Агробизнес | 16 июня 2019    | 7 октября 2019   | 13         | 7          | 1          | 5          | 53,85      |
| Черноморец | 14 октября 2019 | 27 апреля 2020   | 7          | 2          | 2          | 3          | 28,57      |
| Мариуполь  | 3 августа 2020  | 30 июня 2022     | 48         | 10         | 10         | 28         | 44,44      |
| Радуня     | 14 ноября 2022  | 14 мая 2023      | 12         | 3          | 3          | 6          | 44,44      |
| Всего      | Всего           | Всего            | 80         | 29         | 16         | 42         | 44,83      |